# Rachid Mekhloufi
Rachid Mekhloufi (en árabe: رشيد مخلوفي‎; Sétif, Argelia francesa; 12 de agosto de 1936 – Argel, Argelia; 8 de noviembre de 2024) fue un futbolista y entrenador de fútbol argelino que jugó en la posición de delantero centro.

## Carrera

### Club
| Club             | Temporada        | Liga             | Liga        | Liga  | Copa        | Copa  | Continental | Continental | Otros       | Otros | Total       | Total |
| Club             | Temporada        | División         | Apariciones | Goles | Apariciones | Goles | Apariciones | Goles       | Apariciones | Goles | Apariciones | Goles |
| ---------------- | ---------------- | ---------------- | ----------- | ----- | ----------- | ----- | ----------- | ----------- | ----------- | ----- | ----------- | ----- |
| Saint-Étienne    | 1954–55          | Division 1       | 16          | 9     | 6           | 4     | —           | —           | —           | —     | 22          | 13    |
| Saint-Étienne    | 1955–56          | Division 1       | 31          | 21    | 4           | 0     | —           | —           | —           | —     | 35          | 21    |
| Saint-Étienne    | 1956–57          | Division 1       | 30          | 25    | 2           | 1     | —           | —           | —           | —     | 32          | 26    |
| Saint-Étienne    | 1957–58          | Division 1       | 25          | 4     | 2           | 0     | 2           | 1           | —           | —     | 29          | 5     |
| Saint-Étienne    | Total            | Total            | 102         | 59    | 14          | 5     | 2           | 1           | —           | —     | 118         | 65    |
| Servette         | 1962–63          | Nationalliga A   | 19          | 13    | 0           | 0     | 3           | 2           | —           | —     | 22          | 15    |
| Saint-Étienne    | 1963–64          | Division 1       | 34          | 16    | 1           | 0     | —           | —           | —           | —     | 35          | 16    |
| Saint-Étienne    | 1964–65          | Division 1       | 32          | 8     | 5           | 0     | 2           | 1           | —           | —     | 39          | 9     |
| Saint-Étienne    | 1965–66          | Division 1       | 38          | 21    | 1           | 1     | —           | —           | —           | —     | 39          | 22    |
| Saint-Étienne    | 1966–67          | Division 1       | 38          | 12    | 2           | 1     | —           | —           | 1           | 1     | 41          | 14    |
| Saint-Étienne    | 1967–68          | Division 1       | 30          | 7     | 5           | 5     | 4           | 0           | —           | —     | 39          | 12    |
| Saint-Étienne    | Total            | Total            | 192         | 78    | 18          | 7     | 6           | 1           | 1           | 1     | 217         | 87    |
| Bastia           | 1968–69          | Division 1       | 33          | 13    | 1           | 0     | —           | —           | —           | —     | 34          | 13    |
| Bastia           | 1969–70          | Division 1       | 34          | 7     | 9           | 2     | —           | —           | —           | —     | 43          | 9     |
| Bastia           | Total            | Total            | 67          | 20    | 10          | 2     | —           | —           | —           | —     | 77          | 22    |
| Total de carrera | Total de carrera | Total de carrera | 380         | 170   | 42          | 14    | 11          | 4           | 1           | 1     | 434         | 189   |

### Selección nacional
Luego de jugar en cuatro ocasiones con Francia entre 1956 y 1957, en medio de la guerra de Independencia de Argelia el 13 de abril de 1958, 10 de los mejores jugadores de ascendencia argelina que jugaban con Francia pasaron a formar parte del equipo de los 11 de la Independencia. El equipo fue creado por el Frente de Liberación Nacional (FLN). Uno de esos jugadores fue Rachid Mekhloufi. Rachid abandonó a Francia antes de su participación en el mundial de Suecia 1958 y pasó a ser un símbolo para Argelia. Durante el verano, más y más futbolistas argelinos radicados en Francia se unieron al equipo. Rachid y sus compañeros buscaban mostrar el show a los franceses de que su equipo era serio en Argelia. Al mismo tiempo Rachid y sus compañeros inyectaron el nacionalismo a los ciudadanos de Argelia durante la guerra. Mekhloufi (y varios más) sacrificaron sus carreras por el movimiento independista. A pesar del intento de Francia de tapar el éxito que tenía el equipo de FLN, la FIFA no lo reconoció pero no lo restringió. Terminó jugando 40 partidos con el equipo independentista entre 1958 y 1962.
Luego de la independencia de Argelia se unió a la selección nacional, con la que jugó en 10 ocasiones de 1963 a 1969 y anotó cinco goles.

### Entrenador
| Periodo   | Club         |
| --------- | ------------ |
| 1969-1970 | SC Bastia    |
| 1971-1972 | Argelia      |
| 1975-1979 | Argelia      |
| 1980-1981 | Al-Riyadh SC |
| 1981-1982 | AS La Marsa  |
| 1982      | Argelia      |
| 1992-1993 | AS La Marsa  |
| 1996-1998 | Nejmeh SC    |

## Logros

### Jugador
- Ligue 1 (4): 1957, 1964, 1967, 1968
- Nationalliga A (1): 1962
- Copa de Francia (1): 1968
- Ligue 2 (1): 1963
- Supercopa de Francia (1): 1967
- Copa Charles Drago (1): 1955
- Copa Mundial Militar (1): 1957

### Entrenador
- Copa del Líbano (2): 1997, 1998
- Copa de Túnez (1): 1993
- Juegos Mediterráneos (1): 1975
- Juegos Panafricanos (1): 1978

### Individual
- Estrella de Oro de France Football al mejor jugador de la Ligue 1 en 1964, 1966 y 1967.
- Segundo goleador histórico del AS Saint-Étienne (151 goles en total) solo detrás de Hervé Revelli (209 goles).[5]
- Mejor entrenador de la Primera División del Líbano en 1997.